# 後視鏡
照後鏡，又稱後照鏡、後視鏡（港澳地區經常寫成倒後鏡），是一面平面鏡或者凸面鏡，通常裝在車內及車側兩邊，用於給駕車司機在倒車及轉向和注意後方來車時使用，容易看到車尾及車側的周圍環境，減少交通意外。

## 後視鏡

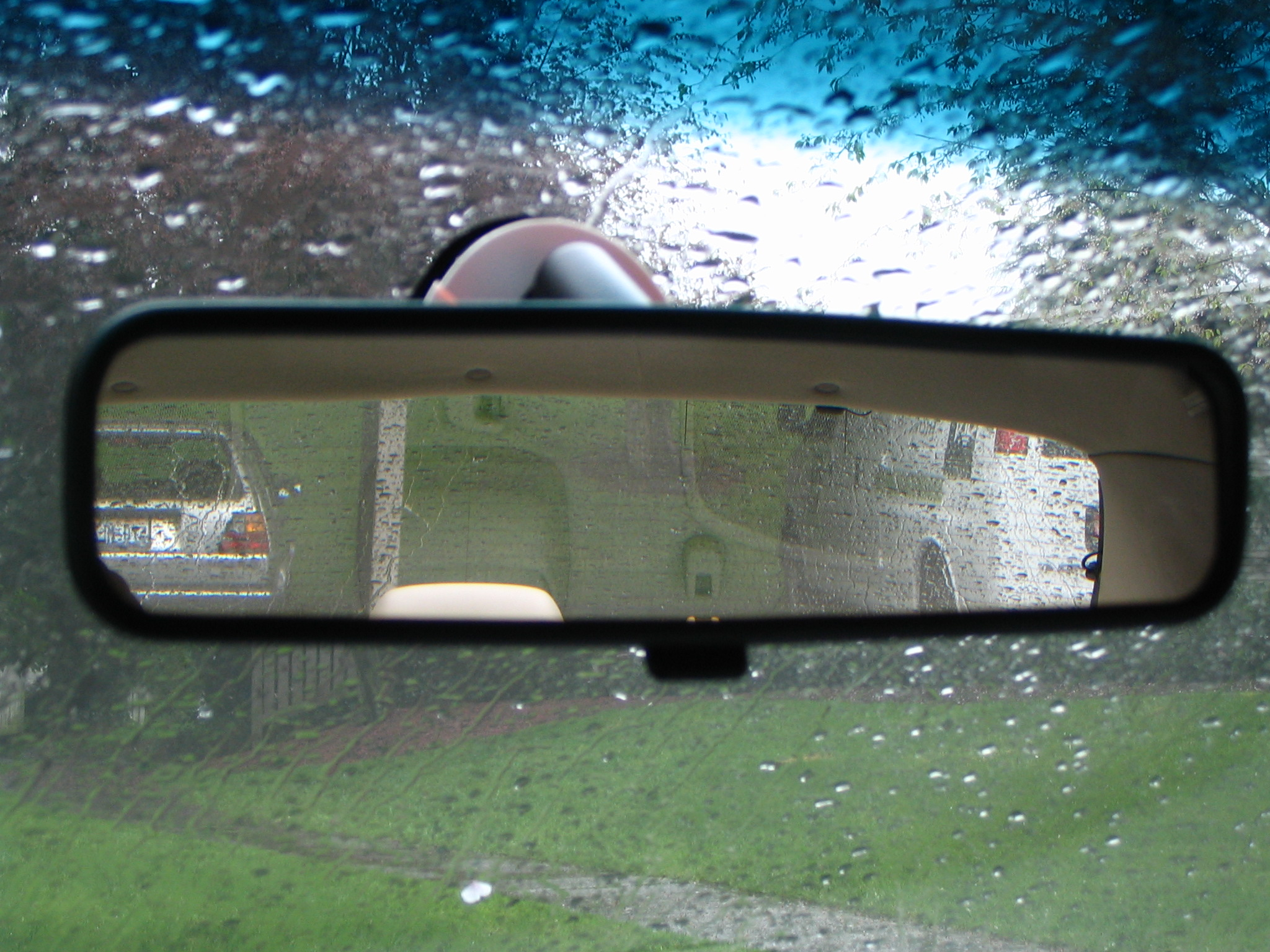
車內後視鏡

## 備註
1. ↑  粵語「睹」和「倒」發音相似。

## 相關
- 盲點
- 死角
- 後視攝影機